# Mont Issa
El mont Issa o Djebel Aïssa (àrab: جبل عيسى) és una muntanya de 2.236 m d'alçada a l'oest d'Algèria, essent la quarta més alta d'Algèria. Forma part de la serralada Ksour de l'Atles Saharià, dins del sistema muntanyós més gran de la Serralada de l'Atles. El mont Issa es troba a la província de Naâma i és un dels principals cims de les muntanyes de l'Atles saharià.
El Parc Nacional de Djebel Aissa és una àrea protegida al voltant de la muntanya des de 2003.